# Jean-Louis Coulloc'h
Jean-Louis Coulloc'h est un acteur français né le 12 décembre 1960.

## Biographie
Jean-Louis Coulloc’h ne se destinait pas naturellement au métier de comédien. Il est passé par une multitude de petits boulots (cuisinier, brancardier, coursier…) avant de faire ses débuts au théâtre.[réf. nécessaire]

## Filmographie

### Cinéma
- 1995 : Circuit Carole d'Emmanuelle Cuau
- 1999 : Soins et Beauté court-métrage d'Alexandra Rojo
- 2002 : Éclats d'Orphée court-métrage de Patrick Bokanowski
- 2003 : Dans la forêt noire court métrage de Joséphine Flasseur
- 2006 : Scenarii court métrage de Florent Trochel
- 2006 : Lady Chatterley de Pascale Ferran
- 2007 : La Clef de Guillaume Nicloux
- 2008 : Les Vœux (Histoire de Colbrune et Bjorn) court métrage de Lucie Borleteau
- 2011 : Le Skylab de Julie Delpy
- 2011 : Elles de Małgorzata Szumowska
- 2012 : Bake a Cake court métrage de Aliocha
- 2012 : Cino, l'enfant qui traversa la montagne de Carlo Alberto Pinelli
- 2013 : Ouf de Yann Coridian
- 2014 : Une villa à Los Angeles de Aliocha
- 2015 : Pitchipoï de Charles Najman
- 2015 : Les Cowboys de Thomas Bidegain
- 2015 : À ses enfants la patrie reconnaissante court métrage de Stéphane Landowski
- 2016 : D'une pierre deux coups de Fejria Deliba
- 2021 : La Fracture de Catherine Corsini
- 2022 : Jacky Caillou de Lucas Delangle
- 2022 : Dalva d'Emmanuelle Nicot
- 2024 : L'Affaire Vinča Curie de Dragan Bjelogrlić

### Télévision
- 2008 : Chez Maupassant : Aux champs d'Olivier Schatzky
- 2012 : Boulevard du Palais (Saison 14, Épisode : Ravages) de Marc Angelo : Didier Rousse
- 2023 : Les Secrets du paquebot de Christophe Lamotte

## Théâtre
- 1988 : Platonov d'Anton Tchekhov
- 1995 : La Bataille du Taliagmento de François Tanguy
- 2001 : Mélancholia de Jon Fosse, mise en scène Claude Régy, Théâtre national de la Colline
- 2005 : Le Tas de Pierre Meunier
- 2007 : Les Égarés de Pierre Meunier
- 2008 : Feux : Rudimentaire, La Fiancée des landes, Forces d'August Stramm, mise en scène Daniel Jeanneteau et Marie-Christine Soma, Festival d'Avignon
- 2009 : Médée d'Euripide, mise en scène Laurent Fréchuret, Théâ
- 2010 : La Cerisaie d'Anton Tchekhov mise en scène Julie Brochen, Théâtre national de Strasbourg, Odéon-Théâtre de l'Europe
- 2013 : Yukonstyle de Sarah Berthiaume, mise en scène Célie Pauthe Théâtre Nationale de la Colline
- 2014: Les aveugles de Maurice Maeterlinck, mise en scène  Daniel Jeanneteau, Studio Théâtre de Vitry
- 2014 - 2015 : La Pluie d'été de Marguerite Duras, mise en scène Sylvain Maurice, tournée
- 2016 : La Mort de Danton de Georg Büchner, mise en scène François Orsoni, Théâtre de la Bastille, MC93 Bobigny
- 2017 : Où sont les ogres? de Pierre-Yves Chapalain, mise en scène de l'auteur,  Festival d'Avignon